# 石油化工产品

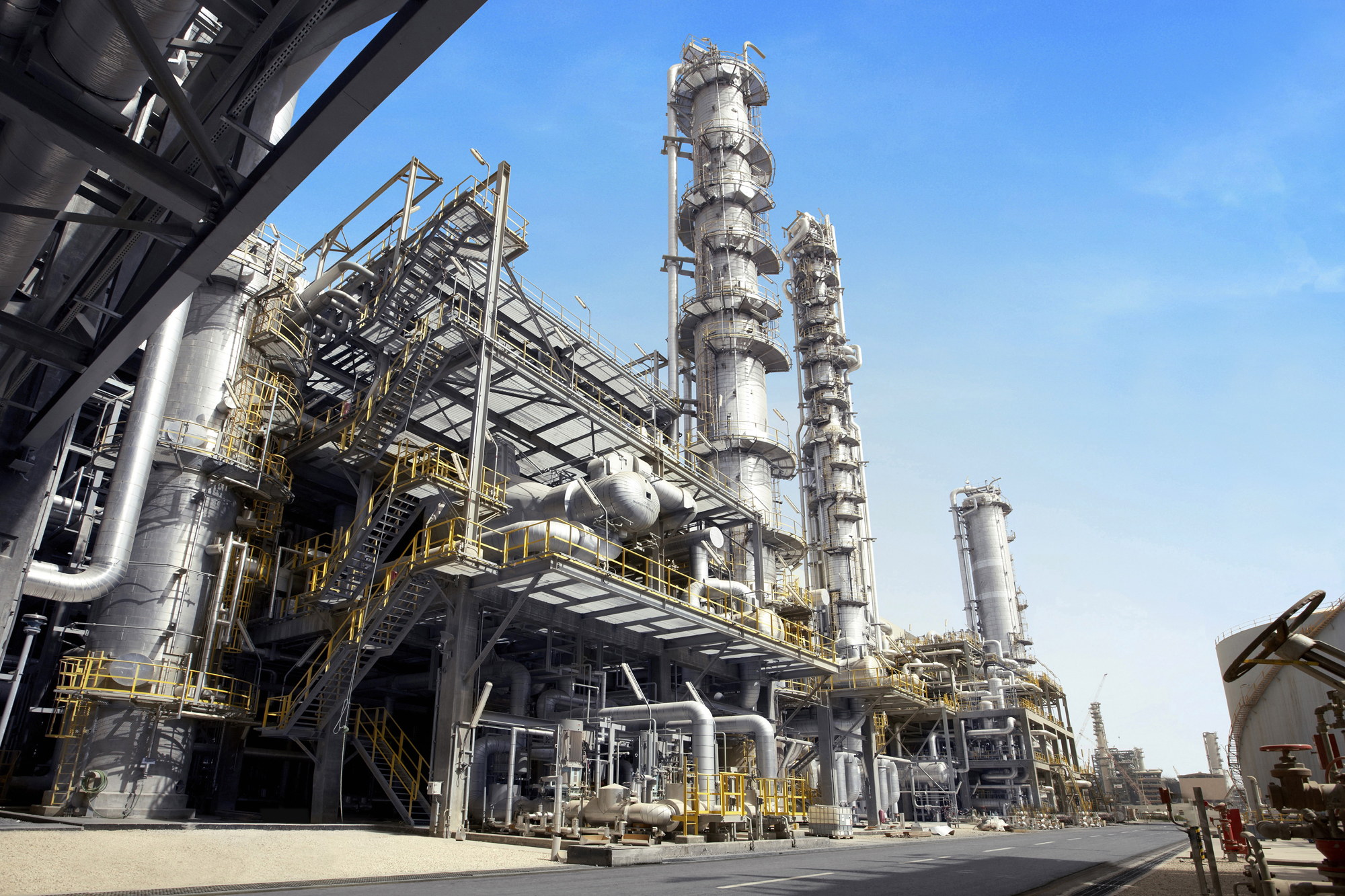
沙特阿拉伯的石油化工厂

石油化工产品简称石化产品，是以石油为原料生产出来的化学产品，一些来自石油的化学品也可以从其它化石燃料获得，如煤、天然气，以及一些可再生资源，如玉米、棕榈果或甘蔗。
最常见的两类石油化工产品为烯烃（包含乙烯和丙烯）以及芳香烃（包含苯、甲苯和二甲苯同分異構物）。煉油廠通过流化催化裂化来制备烯烃和芳香烃；化工厂则利用蒸气裂解天然气的高沸点成分（如乙烷和丙烷）来制备烯烃，或者通过催化重整石脑油来制备芳烃。烯烃和芳烃是一系列材料的结构基础，如溶剂、清洁剂和黏合剂等，其中烯烃制得的聚合物还能用于塑料、树脂、纤维、弹性体、润滑剂和凝胶等材料中。
根据2017年的统计，世界上原油加工能力前三的公司分别为帕拉瓜纳炼油中心（4,700万吨／年）、SK创新公司（4,200万吨／年）和阿布扎比炼油公司（4,000万吨／年）。台塑石化公司（2,700万吨／年）和中国石化（广东）（2,370万吨／年）根据统计分别排在第14和16名。2017年中国石化行业主营收入利润率是6.14%。

## 历史
在1835年，法国化学家亨利·维克托·勒尼奥将氯乙烯暴露于太阳光下，发现在烧瓶的底部结出了白色固体，这种固体是聚氯乙烯。在1839年，爱德华·西蒙意外地通过蒸馏苏合香产生了聚苯乙烯。1856年，威廉·珀金发现了第一种合成染料苯胺紫。1888年，澳大利亚科学家弗里德里希·莱尼泽由苯乙烯和丁二烯构成的苯甲酸胆固醇脂具有两种不同的熔点。1933年，奥托·勒姆利用聚合反应制得了第一个丙烯酸材料甲基丙烯酸甲酯。1935年迈克尔·佩兰发明了聚乙烯。在第二次世界大战后的20世纪50年代初期，聚丙烯被发现了。1937年，华莱士·卡罗瑟斯发明了尼龙，9年后，他又发现了聚酯，聚对苯二甲酸乙二酯（PET）的瓶子就来源于乙烯和对二甲苯。1938年，奥托·拜尔发现了聚氨酯。1941年，罗伊·普朗克特发明了聚四氟乙烯。1949年Fritz Stastny将聚苯乙烯转化为了泡沫，1965年，斯蒂芬妮·克沃勒克发现了克維拉。

## 主要石化产品
石油化工产品的加工过程主要有催化裂化、加氢裂化、催化重整和热裂解这几种。所得到的产品主要由烯烃和芳烃。烯烃类产品包含乙烯及其下游产物（聚乙烯、乙醇、环氧乙烷等）、丙烯及其下游产物（异丙醇、丙烯腈等）、丁烯及高级烯烃。芳烃类产品包括苯及其下游产物（如苯酚、丙酮、环己烷等）、甲苯及其下游产物（如甲苯二异氰酸酯、苯甲酸、氯化苄等）以及二甲苯。